# Rečica (Žitorađa)
Pour les articles homonymes, voir Rečica.
Rečica (en serbe cyrillique : Речица) est un village de Serbie situé dans la municipalité de Žitorađa, district de Toplica. Au recensement de 2011, il comptait 799 habitants.

## Démographie

### Évolution historique de la population
| 1948 | 1953 | 1961 | 1971 | 1981 | 1991 | 2002 | 2011 |
| ---- | ---- | ---- | ---- | ---- | ---- | ---- | ---- |
| 666  | 914  | 916  | 847  | 910  | 824  | 773  | 799  |

|  |